# Peter Bollag
Peter Bollag, eigentlich Hanspeter Bollag (* 15. Januar 1945 in Zürich; † 24. Januar 1996 ebenda), war ein Schweizer Schauspieler.

## Leben
Bollag war schon als Schüler zusammen mit Charles Lewinsky, Andres Bossard und anderen Mitbegründer und bis 1961 Darsteller des Cabarets Chlüpplisack in Zürich. Seine erste Rolle hatte er 1960 als Kellner in Georges Simenons Maigret hat Zweifel in der Inszenierung des Schauspielhauses Zürich im Theater am Hechtplatz.
Anschliessend begann er eine Schauspielausbildung an der Staatlichen Hochschule für Musik und darstellende Kunst in Hamburg und spielte dort 1962 am Deutschen Schauspielhaus den «Gottliebchen» in Christian Dietrich Grabbes Scherz, Satire, Ironie und tiefere Bedeutung. Die Schauspielausbildung  schloss er nicht ab.
Erste Engagements hatte er unter anderem in Fernsehfilmen (1964 als «Jacques» in Johannes Schaafs Hotel Iphigenie nach Michel Vinaver) und an den Münchner Kammerspielen (1968 in Tom Stoppards Rosenkranz und Güldenstern sind tot). Einen besonderen Erfolg errang er 1990 als Schlomo Herzl in George Taboris Mein Kampf (Regie: Heinz). 
Er hatte verschiedene Film- und Fernsehrollen, unter anderem «David Frankfurter» in Rolf Lyssys Konfrontation von 1974 und «Fotograf» in Rainer Werner Fassbinders Mutter Küsters’ Fahrt zum Himmel von 1975.
Seinen letzten Auftritt hatte er, bereits schwer erkrankt, 1995 mit einer szenischen Lesung von Wallace Shawns Monolog Das Fieber.

## Filmografie
- 1967: Entscheidung
- 1974: Der kleine Doktor – Der Rote
- 1975: Mutter Küsters’ Fahrt zum Himmel
- 1977: Der Alte – (Folge 2: Jack Braun)
- 1992: Am Ende der Nacht
- 1995: Tatort: Rückfällig